# Мамонов, Валериан Семёнович
Валериан Семёнович Мамонов (ок. 1886 — ?) — эсер, член Всероссийского учредительного собрания, товарищ председателя Верховного круга Дона, Кубани и Терека.

## Биография
Родился в станице Новочеркасской Области войска Донского. Из казачьего сословия. Учился в Новочеркасском реальном училище, но был исключён. Поступил и закончил Коммерческий институт. С 1906 года под полицейским надзором. Член партии эсеров, один из организаторов партийной работы в Приазовье. В 1907 выслан из Петербурга.
В годы 1-й мировой войны мобилизован в армию, окончил в 1916 году Николаевское военно-инженерное училище.
В 1917 году работал в военном отделе Донисполкома. В конце 1917 года был избран в Учредительное Собрание по Донскому избирательному округу по списку № 2 (эсеры, Совет крестьянских депутатов, трудовое казачество).
В сентябре 1918 года вступил  в Самарский Комуч. Но не принимал участия в трёх заседаниях, прошедших в начале сентября. 23 сентября 1918 года в Уфе на Государственном совещании в числе других членов Комуча подписал "Акт об образовании всероссийской верховной власти", то есть  об образовании Временного Всероссийского правительства, возглавляемого Директорией из 5 человек.
В годы Гражданской войны товарищ председателя Верховного круга Дона, Кубани и Терека. 16 марта 1920 года по прямому проводу из Гагр вёл переговоры с членом делегации Верховного круга в Тифлисе с П. И. Ковалёвым  для того, чтобы  срочно выяснить возможности и условия предоставления помощи отступившим на Черноморское побережье казакам. Грузинское правительство отказало казакам в займе и не согласилось пустить их на свою территорию. 30-го марта 1920 года участвовал в подписании проекта соглашения между комитетом освобождения Причерноморья под руководством В. Н. Филипповского и Кубанским правительством в присутствии главы Главного штаба грузинской Народной гвардии Д. Сагирашвили. Но начальник штаба 1-й дивизии Кубанского правительства генерал Агоев потребовал спустить развивавшийся над Сочинским маяком и видный из Дагомыса флаг Причерноморья (зеленый крест на красном поле) и заменить на Терский или русский трёхцветный флаг. Мамонов смог по фонопору уговорить его не настаивать на смене флага. Но Волковский отряд сил освобождения Причерноморья, не знавший о перемирии, обстрелял казачью разведку, что дало основания генералу Шкуро на следующий день начать наступление. Сочи был взят без боя.
Дальнейшая судьба Валериана Мамонова неизвестна.

## Комментарии
1. ↑  В книге "Трагедия казачества. (Январь-май 1920)." указано, что В. С. Мамонов был и членом Донского круга[4]. Других подтверждений найти не удалось, нельзя исключить, что произошло смешение с есаулом Иваном Семёновичем Мамоновым, членом Донского Войскового круга, расстрелянным ОГПУ по делу "Казачьего блока" 8 апреля 1931 в Москве[5].